# 雷苏哈河
雷苏哈河（俄语：Река Лысуха）是萨哈林州多林斯克区的河流，长11公里，流域面积15.3平方公里，在距河口49公里处注入大塔科伊河，河自西向东流。